# Abhidnya

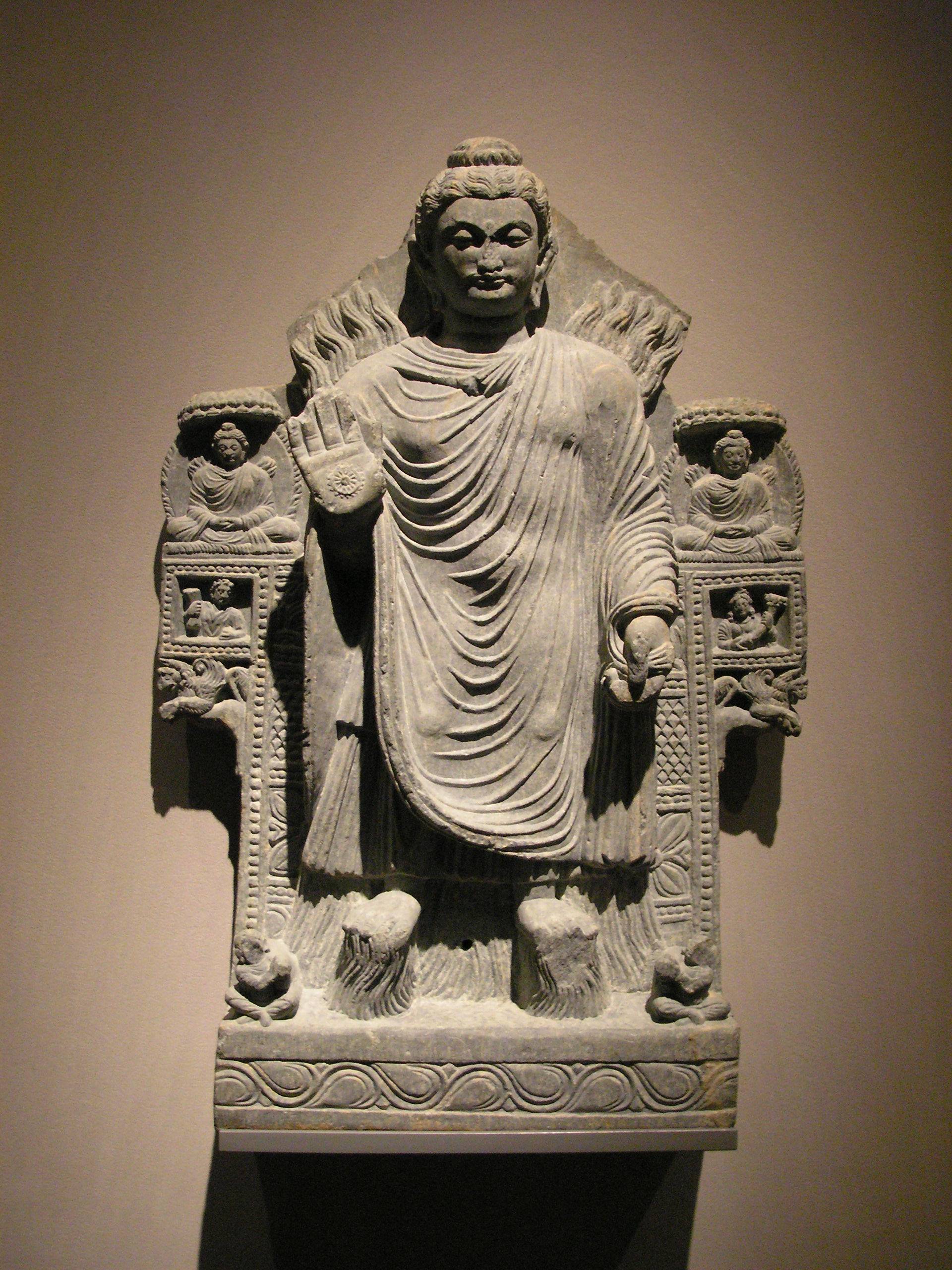
Buddha bemutatja a tűz és a víz elemek fölötti irányításának képességét. Gandhára, 3. század

Az abhidnya (szanszkrit, páli: abhinnya; tibeti, mngon sesz, མངོན་ཤེས་) buddhista fogalom, amelynek magyar fordításai: "természetfeletti tudás", "közvetlen tudás" vagy "közvetlen megismerés". A buddhizmusban ezt a tudást és megismerést az erényes életvitelen és meditáción keresztül lehet elérni. Ezek közé tartozik a érzék az alapvető érzékszerveken túli tapasztalások (például múlt és jövőbeli életek), valamint a mentális szennyeződések kioltása (ászava).

## Páli irodalom
A Páli irodalomban az abhinnya a dhamma közvetlen megértésére is utal és a különleges, természetfeletti képességekre is.

### Adhammaközvetlen megértése
A SN 45.159-ben Buddha úgy jellemzi a "magasabb szintű tudást" (abhinnya), mint a nemes nyolcrétű ösvény folyományát:
|  | „[Egy] szerzetes, aki a nemes nyolcrétű ösvény művelője, aki szorgalmasan gyakorolja a nemes nyolcrétű ösvényt, magasabb rendű tudással megérti azokat az állapotokat, amelyeket meg kell érteni, magasabb rendű tudással elhagyja azokat az állapotokat, amiket el kell hagyni, magasabb rendű tudással megtapasztalja, amit meg kell tapasztalni és magasabb rendű tudással műveli azokat az állapotokat, amelyeket művelni kell.” |
|  | |

|  | „Szerzetesek, mik azok az állapotok, amelyeket a magasabb rendű tudással kell megérteni? Az a ragaszkodás öt halmaza. Mely öt halmaz? A test halmaza, az érzés halmaza, az észlelés halmaza, a mentális képződések halmaza, a tudatosság halmaza... Szerzetesek, mik azok az állapotok, amelyeket a magasabb rendű tudással el kell hagyni? Az a tévelygés és a (további) létesülések utáni vágy. Szerzetesek, és mik azok az állapotok, amelyeket a magasabb rendű tudással meg kell tapasztalni? Az a tudás és a megszabadulás. Szerzetesek, és mik azok az állapotok, amelyeket a magasabb rendű tudással művelni kell? Az a nyugalom és a belátás.” |
|  | |

Buddha szerint ezt a közvetlen ismeretet homályosítja el a vágy és a szenvedély (csanda-rága):
|  | „Szerzetesek, minden, a szemmel összefüggésben felbukkanó kéjvágy, a tudat szennyeződése. Minden, a füllel…; az orral…; a nyelvvel…; a testtel…; és az elmével összefüggésben felbukkanó kéjvágy a tudat szennyeződése. Amikor a tudatosságnak e hat érzék alappal kapcsolatos szennyeződései eltűnnek, akkor a tudat a lemondás felé irányul. A lemondással felvértezett tudat fogékonnyá válik a közvetlen tudással felismerhető dolgokra.” |
|  | |

### Különleges ismeretek
A páli kánonban a magasabb rendű tudást gyakran hatos vagy hármas csoportokban kerülnek felsorolásra.
A hatféle magasabb rendű tudás (csalabhinnya):
1. "magasabb erők" (iddhi-vidha), vízen-járás vagy szilárd testeken való átsétálás;
2. "isteni fül" (dibba-szóta);
3. "gondolatolvasás" (cseto-parija-nyána), telepátia;
4. "korábbi életek felidézése" (pubbe-nivász-anusszati), emlékezni előző életekre;
5. "isteni szem" (dibba-csakkhu), ismerni mások karmikus sorsát;
6. "a mentális mérgek megszűnése" (ászavakkhaja), az arhat tudatszintje.[3]

Számos szútra szól a hat erő megszerzéséről, amelyek közül a legismertebb az "A szerzetesi élet gyümölcsei" (Szamannyaphala-szutta, DN 2). Az első ötöt meditációs koncentráció révén lehet elérni (szamádhi), a hatodikat belátással (vipasszana). Ezek elérése a buddhizmus célja, ugyanis ez a szenvedés és a tévelygés végét jelenti.
A három bölcsesség (teviddzsa vagy tividdzsa):
1. "korábbi életek felidézése";
2. "isteni szem";
3. "mentális mérgek megszűnése"[6]

## Párhozamok más kultúrákból
Az abhidnya első öt fajtája hasonlít a hindu Bhágavata-puránában elhangzó jógában lévő sziddhikhez:
- múlt, jelen és jövő ismerete;
- forróság, hideg és egyéb dualitások elviselés;
- gondolatolvasás;
- ellenállni tűznek, napsütésnek, víznek, méregnek stb.;
- mások általi legyőzhetetlenség.